# Saúl Ñíguez
Saúl Ñíguez Esclápez, mais conhecido apenas como Saúl (Elche, 21 de novembro de 1994), é um futebolista espanhol que atua como meio-campista. Atualmente, joga pelo Flamengo.

## Carreira

### Início
Saúl vem de uma família de jogadores de futebol, seu pai, José Antonio Ñíguez, e seus irmãos, Aaron Ñíguez e Jonathan Ñíguez, também foram jogadores profissionais. Aos 11 anos, ingressou no time de jovens do Real Madrid, onde permaneceu por 2 anos, até se mudar para o Atlético de Madrid, aos 13 anos.

### Atlético de Madrid
Saúl fez sua estreia pelo time principal do Atlético na temporada de 2011–12, durante a primeira etapa da fase eliminatória da Liga Europa contra o Beşiktaş, jogando no Vicente Calderón, no dia 8 de março de 2012. A Liga Europa da UEFA de 2011–12 foi o primeiro título que conquistou com o Atlético.
Na temporada seguinte 2012–13, Saúl foi alternando treinamentos com a equipe, chegando a disputar algumas partidas como Copa del Rey e Competição Europeia. Fez sua estreia na Primeira Divisão Espanhola no dia 21 de abril de 2013.
Depois de jogar por empréstimo no Rayo Vallecano durante a temporada 2013–14, suas performances fizeram com que retornasse ao Atlético de Madrid na temporada de 2014–15 e tivesse o seu contrato renovado até 2019. Ele começou como titular na primeira partida da Supercopa da Espanha contra o Real Madrid, no Santiago Bernabéu. O jogo de ida terminou com um empate de 1 a 1, e na volta, na qual Saúl participou como substituto, o Atlético venceu por 1 a 0, proclamando-se campeão do Supercopa. No dia 16 de setembro de 2014, ele fez sua estreia na Liga dos Campeões no primeiro dia da competição. Entrou em campo aos 75 minutos para substituir Mario Suárez, na derrota por 3 a 2 contra o Olympiacos, no Estádio Karaiskakis. No dia 27 de setembro, ele marcou seu primeiro gol com a camisa rojiblanca, na sexta rodada do Campeonato Espanhol, contra o Sevilla. Na ocasião, o Atlético goleou por 4 a 0. Já no dia 5 de maio de 2015, foi anunciada a renovação do jogador até 30 de junho de 2020, expandindo assim seu vínculo com o clube por mais 5 anos.

#### Empréstimo ao Chelsea
Em 31 de agosto de 2021, foi anunciado seu empréstimo ao Chelsea por uma temporada pelo valor de 5 milhões de euros, com opção de compra por 40 milhões de euros (equivalente à 242,6 milhões de reais). Saúl Ñíguez teve uma estreia para esquecer, na noite de 9 de setembro de 2021, confuso e fora do lugar, ele durou apenas 45 minutos antes de Thomas Tuchel intervir e substituí-lo por Jorginho. No final, o Chelsea venceu o Aston Villa por 3–0. Ele marcou seu único gol pelo Chelsea contra o Luton Town, na vitória por 3–2 na FA Cup em 2 de março de 2022.
Saúl deixou os Blues após 23 jogos e marcado um gol.

#### Retorno ao Atlético de Madrid
O retorno de Saúl não foi o esperado e na temporada ele fez apenas 11 partidas como titular na La Liga.
A última aparição de Saúl na LaLiga foi em 4 de junho, jogando 90 minutos pelo Atlético de Madrid contra o Villarreal em um empate por 2–2. No total, o meio-campista marcou três gols nesta temporada e conseguiu uma assistência.
Após 13 anos de Atlético de Madrid, o meio-campista deixou o clube. Foram 427 partidas, 48 gols e 20 assistências com a camisa Colchonera.

#### Empréstimo ao Sevilla
Em 15 de julho de 2024, o Sevilla anunciou a contratação de Saúl por empréstimo para a temporada 2024–25, com possibilidade de nova prorrogação.

### Flamengo
Em 23 de julho de 2025, Saúl foi anunciado como reforço do Flamengo. O meio-campista assinou contrato válido por três anos com o clube carioca. No Flamengo, o espanhol vai usar a camisa 8.
Saúl Ñíguez fez sua estreia pelo Flamengo em 31 de julho de 2025, durante a derrota por 1–0 contra o Atlético-MG, no jogo de ida das oitavas de final da Copa do Brasil.

## Seleção Espanhola
No dia 26 de maio de 2015 ele foi convocado pelo técnico Vicente del Bosque para treinar antes dos jogos da Seleção contra Costa Rica e Bielorrússia.
Já no dia 26 de agosto de 2016, ele foi convocado novamente dessa vez pelo novo treinador Julen Lopetegui, fazendo sua estreia no dia 1 de setembro, no Estádio Rei Balduíno, em Bruxelas, contra a Bélgica, com uma vitória de 2 a 0.

## Títulos
Atlético de Madrid
- Liga Europa da UEFA: 2011–12, 2017–18
- Copa do Rei: 2012–13
- Supercopa da Espanha: 2014
- Copa Audi: 2017
- Supercopa da UEFA: 2018
- Campeonato Espanhol: 2020-21

Chelsea
- Copa do Mundo de Clubes da FIFA: 2021

Espanha
- Campeonato Europeu Sub-19: 2012

### Prêmios individuais
- Equipe do torneio do Campeonato Europeu Sub-19 de 2012[18]
- Chuteira de Ouro do Campeonato Europeu Sub-21 de 2017[19]
- Equipe do torneio do Campeonato Europeu Sub-21 de 2017[20]

### Artilharias
- Campeonato Europeu Sub-21 de 2017 (5 gols)